# 산울림 4집
《산울림 4집》은 1979년 4월 15일에 발매된 대한민국의 록 밴드 산울림의 네 번째 정규 음반이다. 이 음반은 정규 음반이라기보다는, 연극, 영화, 라디오 드라마 등 다양한 매체에서 사용된 곡들을 모은 컴필레이션 음반의 성격이 짙다.

## 배경
이 음반은 기존의 산울림 정규 음반들과는 차별화된 편집 형식의 음반으로, 다양한 외부 매체에서 요청되어 제작된 음악들을 수록하였다. 대표적으로 〈특급열차〉는 배우 추송웅이 출연한 연극에 삽입되었으며, 〈카멜레온〉은 연극 《제2의 관계》의 테마곡이다. 또한 〈아무에게도 말할 수 없소〉, 〈풋내기들의 합창〉, 〈가을에 오시나요〉는 라디오 드라마 주제가로, 〈거인의 숲〉은 TV 드라마 주제로 사용되었다. 그 밖에 〈유리인형〉, 〈어디로 갈까〉, 〈내일 또 내일〉, 〈바람부는 강 언덕〉 등은 임권택 감독의 영화 《내일 또 내일》에 삽입된 곡들이다.
김창완은 이 음반에 대해 인터뷰에서 "당시 회사가 상업적인 이유로 제작한 음반"이라며, "개인적으로는 가장 마음에 들지 않는 음반"이라고 밝힌 바 있다. 그럼에도 불구하고 일부 평론가들은 이 음반에서조차 산울림 고유의 실험적인 사운드와 음악적 정체성이 유지되고 있다고 평가한다.

## 커버 아트
커버 아트는 간결한 디자인의 추상 일러스트로 구성되어 있으며, 산울림의 로고와 "제4집"이라는 문구가 함께 포함되어 있다. 당대의 디자인 감성을 반영한 이 커버는 음반의 실험적 분위기와도 조화를 이룬다.

## 평가
| 전문가 평가      | 전문가 평가 |
| 평가 점수        | 평가 점수   |
| 출처             | 점수        |
| ---------------- | ----------- |
| 루리웹 유저 리뷰 | 7.5/10      |

이 음반은 발매 당시 대중성과 음악성 면에서 상반된 평가를 받았다. 팬들 사이에서는 편집 음반이라는 이유로 정규 음반으로 보기 어렵다는 의견도 있었지만, 반면 산울림의 다양한 장르 실험과 서정적 감성이 담긴 곡들로 구성되어 있다는 점에서 높이 평가받기도 한다.

## 재발매
2023년 2월, 이 음반은 180g LP 바이닐로 재발매되었다. 이 재발매반은 2,500장 한정 생산되었으며, 오리지널 릴 테이프에서 24비트/96kHz로 리마스터링이 이루어졌다. 커버 아트 또한 오리지널 디자인을 재현하여 미니어처 포맷으로 제작되었다.

## 곡 목록
| #  | 제목                           | 작사   | 작곡   | 재생 시간 |
| -- | ------------------------------ | ------ | ------ | --------- |
| 1. | 〈특급열차〉 (특급열차 속에서) | 김창훈 | 김창훈 | 4:31      |
| 2. | 〈아무에게도 말할 수 없이〉    | 김창완 | 김창완 | 4:23      |
| 3. | 〈풋내기들의 합창〉            | 김하림 | 김창익 | 2:41      |
| 4. | 〈가을에 오시나요〉            | 김창완 | 김창완 | 2:11      |
| 5. | 〈거인의 숲〉                  | 김창완 | 김창완 | 1:17      |
| 6. | 〈그리움〉                     | 김창완 | 김창완 | 1:24      |
| 7. | 〈유리인형〉 (int.)            |        | 김창훈 | 1:36      |

| #  | 제목                         | 작사   | 작곡   | 재생 시간 |
| -- | ---------------------------- | ------ | ------ | --------- |
| 1. | 〈우리 강산〉                | 김창완 | 김창완 | 3:43      |
| 2. | 〈여운〉                     | 김창훈 | 김창훈 | 4:40      |
| 3. | 〈카멜레온〉                 | 김창완 | 김창완 | 2:10      |
| 4. | 〈어디로 갈까〉              | 김창완 | 김창완 | 1:14      |
| 5. | 〈내일 또 내일〉             | 김창완 | 김창완 | 2:59      |
| 6. | 〈바람 부는 강 언덕〉 (int.) |        | 김창훈 | 3:25      |

## 참여 인원
- 김창완 – 보컬, 기타
- 김창훈 – 보컬, 베이스
- 김창익 – 드럼